# 알치데 데 가스페리
알치데 데 가스페리(이탈리아어: Alcide De Gasperi, 1881년 4월 3일 ~ 1954년 8월 19일)는 이탈리아의 정치가이다. 제2차 세계 대전 후 이탈리아 왕국의 마지막 총리이며, 뒤이어 이탈리아 공화국의 초대 총리를 지냈다. 1919년 스트루초와 함께 기독교 정당인 이탈리아 인민당 (훗날 기독교민주당) 창당에 참여했으며, 1945년부터 1953년까지 8년간 총리로 재직하며 이탈리아 발전의 기틀을 닦았다.

## 생애
트렌토에서 태어났다. 그가 태어날 당시 트렌토 지역은 오스트리아헝가리 제국에 속해 있었다. 빈 대학교를 졸업했으며, 젊은 시절부터 가톨릭 액션에 참여했다. 오스트리아헝가리 제국 의회 의원으로 선출되어 트렌토 지방의 이탈리아 귀속을 위한 노력을 했다. 제1차 세계대전 후 트렌토 지방은 이탈리아로 편입되었으며, 그는 1919년 이탈리아 인민당 창당에 참여했다. 1921년 이탈리아 국회의원으로 선출되었다. 인민당이 아체르보 법을 지원하여 무솔리니의 집권을 도와준 후 인민당은 해체된다. 1927년 그는 징역 4년형을 선고받고 수감되었으나 바티칸 정부의 개입으로 석방되었으며, 그 후 바티칸 도서관에서 근무했다.
제2차 세계대전 기간 중 계속하여 무솔리니에 반대하는 운동을 했으며, 인민당을 기독교민주당으로 다시 일으켜 세우는 데 주도적인 역할을 했다. 1943년 기독교민주당이 합법화되고 그도 정계에 복귀했으며, 전쟁 후 임시정부에 참가, 무임소장관과 외무장관을 지냈고 기독교민주당 당수로 선출되었다. 1945년 총리로 선출되었으며, 국민투표로 왕정 폐지가 결정되어 1946년 6월 12일, 왕제가 폐지되면서 움베르토 2세가 폐위되자 엔리코 데 니콜라가 새 국가 원수로 선출될 때까지 잠시 국가원수를 겸하기도 했다.
사회당, 공산당과 연립 정권을 구성하여 새로운 헌법을 제정하고 연합국과 조약을 체결했다. 그러다가 냉전이 격화되자 1948년 선거 후 사회당·공산당을 연정에서 배제하고 미국의 지원을 받았다. 마셜 플랜을 통해 상당한 원조를 받아 전후 이탈리아 경제 발전에 큰 원동력이 되었으며, 유고슬라비아와의 사이에 분쟁이 있던 트리에스테 지역 일부를 되찾았다. 1949년 북대서양 조약 기구 원년 멤버로 참여했으며, 1951년 오늘날의 유럽 연합의 전신인 유럽 석탄 철강 공동체 창설에도 관계했다. 1953년 총선에서 기독교민주당은 계속 최다 의석을 확보했으나, 그는 총리직을 사임하였다. 그 다음해부터 유럽 의회 의장을 맡다가 8월 19일 세상을 떠났다.

## 같이 보기
- 이탈리아 총리